# Dichapetalum barteri
Dichapetalum barteri är en tvåhjärtbladig växtart som beskrevs av Adolf Engler. Dichapetalum barteri ingår i släktet Dichapetalum och familjen Dichapetalaceae. Inga underarter finns listade i Catalogue of Life.